# 72. Międzynarodowy Festiwal Filmowy w Cannes
72. Międzynarodowy Festiwal Filmowy w Cannes odbył się w dniach 14−25 maja 2019 roku. Imprezę otworzył pokaz amerykańskiego filmu Truposze nie umierają w reżyserii Jima Jarmuscha. W konkursie głównym zaprezentowanych zostało 21 filmów pochodzących z 15 różnych krajów.
Jury pod przewodnictwem meksykańskiego reżysera Alejandro Gonzáleza Iñárritu przyznało nagrodę główną festiwalu, Złotą Palmę, południowokoreańskiemu filmowi Parasite w reżyserii Bonga Joon-ho. Drugą nagrodę w konkursie głównym, Grand Prix, przyznano senegalskiemu filmowi Atlantyk w reżyserii Mati Diop.
Oficjalny plakat promocyjny festiwalu przedstawiał zmarłą niedawno reżyserkę Agnès Vardę na planie jej debiutanckiego filmu La Pointe Courte (1955). Galę otwarcia i zamknięcia festiwalu prowadził francuski aktor Édouard Baer. Honorową Złotą Palmę za całokształt twórczości otrzymał francuski aktor Alain Delon.

## Członkowie jury

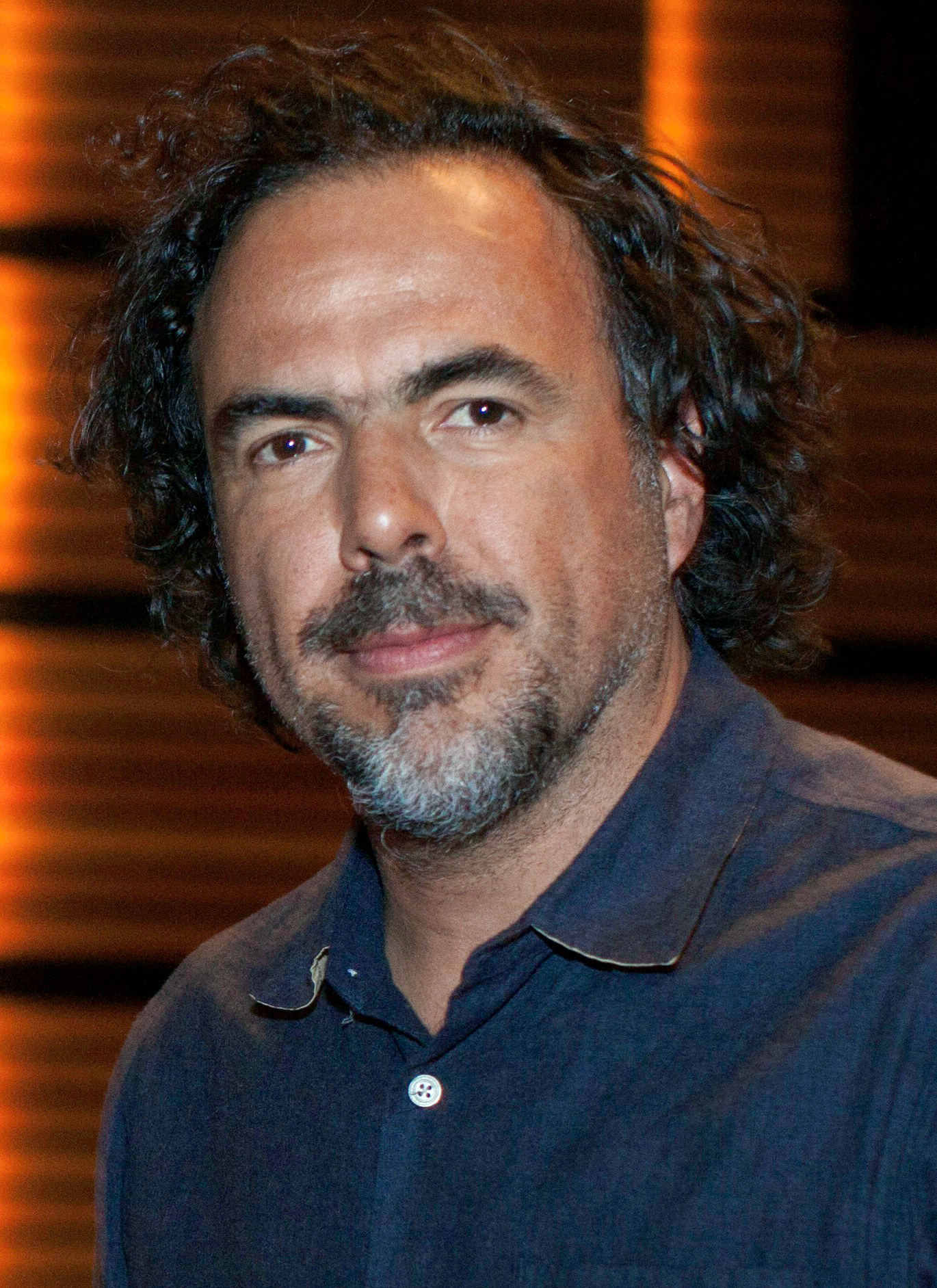
Przewodniczący jury konkursu głównego Alejandro González Iñárritu.

### Konkurs główny
- Alejandro González Iñárritu, meksykański reżyser − przewodniczący jury[7]
- Enki Bilal, francuski twórca komiksów
- Robin Campillo, francuski reżyser
- Maimouna N’Diaye, senegalska aktorka
- Elle Fanning, amerykańska aktorka
- Jorgos Lantimos, grecki reżyser
- Paweł Pawlikowski, polski reżyser
- Kelly Reichardt, amerykańska reżyserka
- Alice Rohrwacher, włoska reżyserka

### Sekcja "Un Certain Regard"
- Nadine Labaki, libańska reżyserka − przewodnicząca jury
- Lisandro Alonso, argentyński reżyser
- Lukas Dhont, belgijski reżyser
- Marina Foïs, francuska aktorka
- Nurhan Sekerci-Porst, niemiecka producentka filmowa

### Cinéfondation i filmy krótkometrażowe
- Claire Denis, francuska reżyserka − przewodnicząca jury
- Eran Kolirin, izraelski reżyser
- Panos H. Koutras, grecki reżyser
- Stacy Martin, francuska aktorka
- Cătălin Mitulescu, rumuński reżyser

### Złota Kamera – debiuty reżyserskie
- Rithy Panh, kambodżański reżyser − przewodniczący jury
- Benoît Delhomme, francuski operator filmowy
- Alice Diop, francuska reżyserka
- Sandrine Marques, francuska reżyserka
- Nicolas Naegelen, prezes Polyson

### Złote Oko – filmy dokumentalne
- Yolande Zauberman, francuska reżyserka − przewodnicząca jury
- Romane Bohringer, francuska aktorka
- Éric Caravaca, francuski aktor
- Iván Giroud, dyrektor MFF w Hawanie
- Ross McElwee, amerykański reżyser

## Selekcja oficjalna

### Otwarcie i zamknięcie festiwalu
|             | Tytuł                 | Reżyseria                       | Kraj produkcji    |
| ----------- | --------------------- | ------------------------------- | ----------------- |
| Otwierający | Truposze nie umierają | Jim Jarmusch                    | Stany Zjednoczone |
| Zamykający  | Nadzwyczajni          | Olivier Nakache i Éric Toledano | Francja           |

### Konkurs główny
Następujące filmy zostały wyselekcjonowane do udziału w konkursie głównym o Złotą Palmę:
| Tytuł polski                     | Tytuł oryginalny                           | Reżyseria                                 | Kraj produkcji    |
| -------------------------------- | ------------------------------------------ | ----------------------------------------- | ----------------- |
| Atlantyk                         | Atlantique                                 | Mati Diop                                 | Senegal           |
| Bacurau                          | Bacurau                                    | Kleber Mendonça Filho i Juliano Dornelles | Brazylia          |
| Truposze nie umierają            | The Dead Don't Die                         | Jim Jarmusch                              | Stany Zjednoczone |
| Ból i blask                      | Dolor y gloria                             | Pedro Almodóvar                           | Hiszpania         |
| Frankie                          | Frankie                                    | Ira Sachs                                 | Portugalia        |
| Parasite                         | 기생충 Gisaengchung                        | Bong Joon-ho                              | Korea Południowa  |
| Ukryte życie                     | A Hidden Life                              | Terrence Malick                           | Stany Zjednoczone |
| Tam gdzieś musi być niebo        | It Must Be Heaven                          | Elia Suleiman                             | Palestyna         |
| La Gomera                        | La Gomera                                  | Corneliu Porumboiu                        | Rumunia           |
| Młody Ahmed                      | Le jeune Ahmed                             | Jean-Pierre i Luc Dardenne                | Belgia            |
| Kwiat szczęścia                  | Little Joe                                 | Jessica Hausner                           | Austria           |
| Matthias i Maxime                | Matthias et Maxime                         | Xavier Dolan                              | Kanada            |
| Mektoub. Moja miłość: Intermezzo | Mektoub, My Love: Intermezzo               | Abdellatif Kechiche                       | Francja           |
| Nędznicy                         | Les misérables                             | Ladj Ly                                   | Francja           |
| Jezioro dzikich gęsi             | 南方车站的聚会 Nan Fang Che Zhan De Ju Hui | Diao Yinan                                | Chiny             |
| Pewnego razu... w Hollywood      | Once Upon a Time in Hollywood              | Quentin Tarantino                         | Stany Zjednoczone |
| Portret kobiety w ogniu          | Portrait de la jeune fille en feu          | Céline Sciamma                            | Francja           |
| Miłosierny                       | Roubaix, une lumière                       | Arnaud Desplechin                         | Francja           |
| Sybilla                          | Sibyl                                      | Justine Triet                             | Francja           |
| Nie ma nas w domu                | Sorry We Missed You                        | Ken Loach                                 | Wielka Brytania   |
| Zdrajca                          | Il traditore                               | Marco Bellocchio                          | Włochy            |

### Sekcja "Un Certain Regard"
Następujące filmy zostały wyświetlone na festiwalu w ramach sekcji "Un Certain Regard":
| Tytuł polski                         | Tytuł oryginalny                            | Reżyseria                            | Kraj produkcji    |
| ------------------------------------ | ------------------------------------------- | ------------------------------------ | ----------------- |
| Adam                                 | Adam                                        | Maryam Touzani                       | Maroko            |
| Byk                                  | Bull                                        | Anne Silverstein                     | Stany Zjednoczone |
| Pokój 212                            | Chambre 212                                 | Christophe Honoré                    | Francja           |
| Pod górkę                            | The Climb                                   | Michael Angelo Covino                | Stany Zjednoczone |
| Wysoka dziewczyna                    | Дылда Dyłda                                 | Kantemir Bałagow                     | Rosja             |
| Do domu                              | Evge                                        | Nariman Alijew                       | Ukraina           |
| Słynny najazd niedźwiedzi na Sycylię | La famosa invasione degli orsi in Sicilia   | Lorenzo Mattotti                     | Włochy            |
| Miłość mojego brata                  | La femme de mon frère                       | Monia Chokri                         | Kanada            |
| Jaskółki w Kabulu                    | Les hirondelles de Kaboul                   | Zabou Breitman i Eléa Gobbé-Mévellec | Francja           |
| Joanna d’Arc                         | Jeanne                                      | Bruno Dumont                         | Francja           |
| Nina Wu                              | 灼人秘密 Juo ren mi mi                      | Midi Z                               | Tajwan            |
| Liberté                              | Liberté                                     | Albert Serra                         | Francja           |
| Lato w Changsha                      | 六欲天 Liu Yu Tian                          | Zu Feng                              | Chiny             |
| Siła ognia                           | O que arde                                  | Oliver Laxe                          | Hiszpania         |
| Pewnego razu w Trubczewsku           | Однажды в Трубчевске Odnażdy w Trubczewskie | Łarisa Sadiłowa                      | Rosja             |
| Lalka                                | Papicha                                     | Mounia Meddour                       | Algieria          |
| Port Authority                       | Port Authority                              | Danielle Lessovitz                   | Stany Zjednoczone |

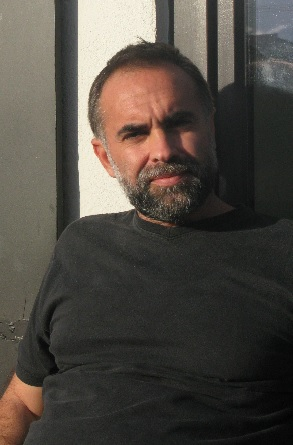
Zdobywca Nagrody Głównej w sekcji "Un Certain Regard" Karim Aïnouz.

| Niewidoczne życie sióstr Gusmão      | A vida invisível de Eurídice Gusmão         | Karim Aïnouz                         | Brazylia          |

### Pokazy pozakonkursowe
Następujące filmy zostały wyświetlone na festiwalu w ramach pokazów pozakonkursowych:
| Tytuł polski             | Tytuł oryginalny                 | Reżyseria                       | Kraj produkcji    |
| ------------------------ | -------------------------------- | ------------------------------- | ----------------- |
| Gangster, glina i diabeł | 악인전 Ak-in-jeon                | Lee Won-tae                     | Korea Południowa  |
| Poznajmy się jeszcze raz | La belle époque                  | Nicolas Bedos                   | Francja           |
| Diego                    | Diego Maradona                   | Asif Kapadia                    | Wielka Brytania   |
| Nadzwyczajni             | Hors normes                      | Olivier Nakache i Éric Toledano | Francja           |
| Lux Æterna               | Lux Æterna                       | Gaspar Noé                      | Francja           |
| Najlepsze lata życia     | Les plus belles années d'une vie | Claude Lelouch                  | Francja           |
| Rocketman                | Rocketman                        | Dexter Fletcher                 | Wielka Brytania   |
| Too Old to Die Young     | Too Old to Die Young             | Nicolas Winding Refn            | Stany Zjednoczone |

### Pokazy specjalne
Następujące filmy zostały wyświetlone na festiwalu w ramach pokazów specjalnych:
| Tytuł polski               | Tytuł oryginalny            | Reżyseria                     | Kraj produkcji    |
| -------------------------- | --------------------------- | ----------------------------- | ----------------- |
| 5B                         | 5B                          | Paul Haggis i Dan Krauss      | Stany Zjednoczone |
| Chicuarotes                | Chicuarotes                 | Gael García Bernal            | Meksyk            |
| Kordyliera ze snów         | La cordillera de los sueños | Patricio Guzmán               | Chile             |
| Żyć i wiedzieć, że żyjesz  | Être vivant et le savoir    | Alain Cavalier                | Francja           |
| Spółka rodzinna            | Family Romance, LLC         | Werner Herzog                 | Stany Zjednoczone |
| Dla Samy                   | من أجل سما For Sama         | Waad Al-Kateab i Edward Watts | Syria             |
| Lód płonie                 | Ice on Fire                 | Leila Conners                 | Stany Zjednoczone |
| Niech to stanie się prawem | Que sea ley                 | Juan Solanas                  | Argentyna         |
| Share                      | Share                       | Pippa Bianco                  | Stany Zjednoczone |
| Tommaso                    | Tommaso                     | Abel Ferrara                  | Włochy            |

## Laureaci nagród

### Konkurs główny
Złota Palma

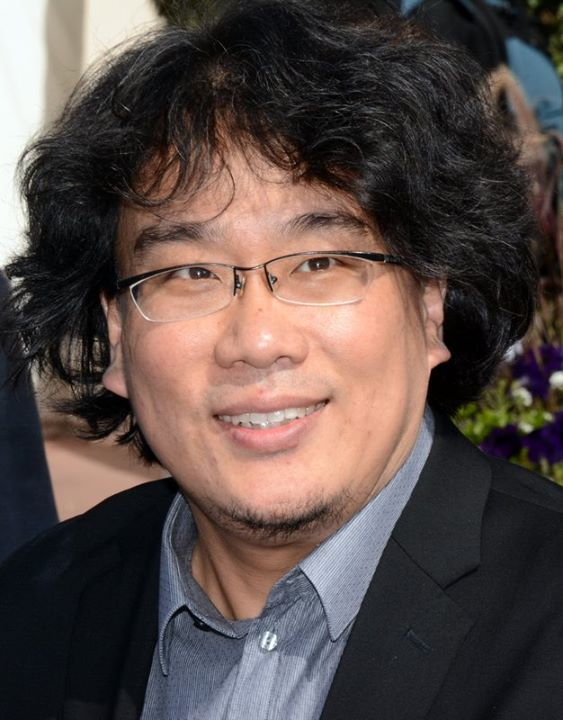
Laureat Złotej Palmy Bong Joon-ho.

- Parasite, reż. Bong Joon-ho

Grand Prix
- Atlantyk, reż. Mati Diop

Nagroda Jury
- Bacurau, reż. Kleber Mendonça Filho i Juliano Dornelles
- Nędznicy, reż. Ladj Ly

Najlepsza reżyseria
- Jean-Pierre i Luc Dardenne − Młody Ahmed

Najlepsza aktorka
- Emily Beecham − Kwiat szczęścia

Najlepszy aktor
- Antonio Banderas − Ból i blask

Najlepszy scenariusz
- Céline Sciamma − Portret kobiety w ogniu

Wyróżnienie Specjalne
- Tam gdzieś musi być niebo, reż. Elia Suleiman

### Sekcja "Un Certain Regard"
Nagroda Główna
- Niewidoczne życie sióstr Gusmão, reż. Karim Aïnouz

Nagroda Jury
- Siła ognia, reż. Oliver Laxe

Najlepsza reżyseria
- Kantemir Bałagow − Wysoka dziewczyna

Najlepsza kreacja aktorska
- Chiara Mastroianni − Pokój 212

Nagroda Specjalna Jury
- Joanna d’Arc, reż. Bruno Dumont
- Liberté, reż. Albert Serra

Nagroda Coup de Cœur
- Miłość mojego brata, reż. Monia Chokri
- Pod górkę, reż. Michael Angelo Covino

### Konkurs filmów krótkometrażowych
Złota Palma dla najlepszego filmu krótkometrażowego
- Dystans między niebem a nami, reż. Wasilis Kekatos

Wyróżnienie Specjalne
- Monstruo Dios, reż. Agustina San Martín

Nagroda Cinéfondation dla najlepszej etiudy studenckiej
- I miejsce:  Mano a mano, reż. Louise Courvoisier
- II miejsce:  Hiêu, reż. Richard Van
- III miejsce:  Ambience, reż. Wisam Al Jafari /  Duszyczka, reż. Barbara Rupik

### Wybrane pozostałe nagrody

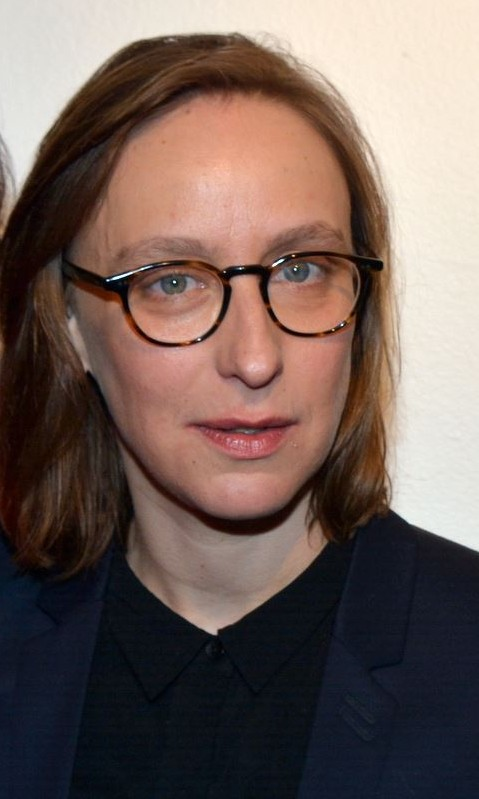
Laureatka dwóch nagród Céline Sciamma.

Złota Kamera za najlepszy debiut reżyserski
- Nasze matki, reż. César Díaz

Nagroda Główna w sekcji "Międzynarodowy Tydzień Krytyki"
- Zgubiłam swoje ciało, reż. Jérémy Clapin

Nagroda Label Europa Cinemas dla najlepszego filmu europejskiego w sekcji "Quinzaine des réalisateurs"
- Alicja i mer, reż. Nicolas Pariser

Złote Oko za najlepszy film dokumentalny
- Dla Samy, reż. Waad Al-Kateab i Edward Watts
  - Wyróżnienie:  Kordyliera ze snów, reż. Patricio Guzmán

Nagroda FIPRESCI
- Konkurs główny:  Tam gdzieś musi być niebo, reż. Elia Suleiman
- Sekcja "Un Certain Regard":  Wysoka dziewczyna, reż. Kantemir Bałagow
- Sekcja "Quinzaine des Réalisateurs":  Lighthouse, reż. Robert Eggers

Nagroda Jury Ekumenicznego
- Ukryte życie, reż. Terrence Malick

Nagroda CST dla artysty technicznego
- Flora Volpelière za montaż i Julien Poupard za zdjęcia do filmu Nędznicy

Nagroda za najlepszą ścieżkę dźwiękową
- Alberto Iglesias − Ból i blask

Nagroda im. François Chalais dla filmu propagującego znaczenie dziennikarstwa
- Ukryte życie, reż. Terrence Malick

Queerowa Palma dla najlepszego filmu o tematyce LGBT
- Portret kobiety w ogniu, reż. Céline Sciamma

Nagroda Palm Dog dla najlepszego psiego występu na festiwalu
- Pewnego razu... w Hollywood, reż. Quentin Tarantino

Honorowa Złota Palma za całokształt twórczości
- Alain Delon